# Seleção Mexicana de Voleibol Masculino
A seleção mexicana de voleibol masculino é uma equipe norte-americana composta pelos melhores jogadores de voleibol do México. A equipe é mantida pela Federação Mexicana de Voleibol (em castelhano:  Federación Mexicana de Voleibol). Encontra-se na 17ª posição do ranking mundial da FIVB segundo dados de 2 de setembro de 2022.

## Resultados obtidos nos principais campeonatos

### Jogos Olímpicos
| Ano  | Sede             | Classificação |
| ---- | ---------------- | ------------- |
| 1968 | Cidade do México | 10º           |
| 2016 | Rio de Janeiro   | 11º           |

### Campeonato Mundial
| Ano  | Sede                | Classificação |
| ---- | ------------------- | ------------- |
| 1974 | México              | 10º           |
| 1978 | Itália              | 12º           |
| 1982 | Argentina           | 18º           |
| 2010 | Itália              | 13º           |
| 2014 | Polónia             | 17º           |
| 2022 | Eslovênia / Polónia | 18º           |

### Copa do Mundo
| Ano  | Sede  | Classificação |
| ---- | ----- | ------------- |
| 1977 | Japão | 9º            |
| 1991 | Japão | 10º           |

### Copa dos Campeões
A seleção mexicana nunca participou da Copa dos Campeões.

### Liga das Nações
A seleção mexicana nunca particou da Liga das Nações.

### Challenger Cup
| Ano  | Sede  | Classificação |
| ---- | ----- | ------------- |
| 2024 | Linyi | 8º            |

### Liga Mundial
| Ano  | Sede           | Classificação |
| ---- | -------------- | ------------- |
| 2014 | Florença       | 25º           |
| 2015 | Rio de Janeiro | 30º           |
| 2016 | Cracóvia       | 34º           |
| 2017 | Curitiba       | 28º           |

### Campeonato NORCECA
| Ano  | Sede             | Classificação |
| ---- | ---------------- | ------------- |
| 1969 | Cidade do México | 2º            |
| 1971 | Havana           | 3º            |
| 1973 | Tijuana          | 5º            |
| 1975 | Los Angeles      | 2º            |
| 1977 | Santo Domingo    | 2º            |
| 1979 | Havana           | 3º            |
| 1981 | Cidade do México | 4º            |
| 1983 | Indianápolis     | 4º            |
| 1987 | Havana           | 5º            |
| 1989 | San Juan         | 5º            |
| 1991 | Regina           | 4º            |
| 1993 | Nova Orleães     | 5º            |
| 1995 | Edmonton         | 5º            |
| 1997 | San Juan         | 4º            |
| 1999 | Monterrey        | 4º            |
| 2001 | Bridgetown       | 6º            |
| 2003 | Culiacán         | 4º            |
| 2005 | Winnipeg         | 6º            |
| 2007 | Anaheim          | 7º            |
| 2009 | Bayamón          | 5º            |
| 2011 | Mayagüez         | 2º            |
| 2013 | Langley          | 5º            |
| 2017 | Colorado Springs | 5º            |
| 2019 | Winnipeg         | 4º            |
| 2021 | Durango          | 3º            |
| 2023 | Charleston       | 5º            |

### Copa Pan-Americana
| Ano  | Sede             | Classificação |
| ---- | ---------------- | ------------- |
| 2006 | Tijuana–Mexicali | 4º            |
| 2007 | Santo Domingo    | 1º            |
| 2008 | Winnipeg         | 4º            |
| 2009 | Chiapas          | 5º            |
| 2010 | San Juan         | 7º            |
| 2011 | Gatineau         | 5º            |
| 2012 | Santo Domingo    | 5º            |
| 2013 | Cidade do México | 2º            |
| 2014 | Tijuana          | 6º            |
| 2015 | Reno             | 5º            |
| 2016 | Cidade do México | 4º            |
| 2017 | Gatineau         | 8º            |
| 2018 | Córdoba          | 5º            |
| 2019 | Colima           | 3º            |
| 2021 | Santo Domingo    | 1º            |
| 2022 | Gatineau         | 6º            |
| 2023 | Guadalajara      | 4º            |

### Jogos Pan-Americanos
| Ano  | Sede             | Classificação |
| ---- | ---------------- | ------------- |
| 1955 | Cidade do México | 2º            |
| 1959 | Chicago          | 3º            |
| 1967 | Winnipeg         | 4º            |
| 1971 | Cáli             | 5º            |
| 1975 | Cidade do México | 3º            |
| 1979 | Caguas           | 4º            |
| 2007 | Rio de Janeiro   | 8º            |
| 2011 | Guadalajara      | 4º            |
| 2015 | Toronto          | 7º            |
| 2019 | Lima             | 7º            |
| 2023 | Santiago         | 6º            |

### Copa dos Campeões da NORCECA
| Ano  | Sede    | Classificação |
| ---- | ------- | ------------- |
| 2015 | Detroit | 4º            |

## Medalhas
| Evento                       | Ouro | Prata | Bronze | Total |
| ---------------------------- | ---- | ----- | ------ | ----- |
| Jogos Olímpicos              | 0    | 0     | 0      | 0     |
| Campeonato Mundial           | 0    | 0     | 0      | 0     |
| Copa do Mundo                | 0    | 0     | 0      | 0     |
| Copa dos Campeões            | 0    | 0     | 0      | 0     |
| Liga Mundial                 | 0    | 0     | 0      | 0     |
| Liga das Nações              | 0    | 0     | 0      | 0     |
| Jogos Pan-Americanos         | 0    | 1     | 2      | 3     |
| Copa Pan-Americana           | 2    | 1     | 1      | 4     |
| Campeonato NORCECA           | 0    | 3     | 3      | 6     |
| Copa América                 | 0    | 0     | 0      | 0     |
| Copa dos Campeões da NORCECA | 0    | 0     | 0      | 0     |
| Total                        | 2    | 5     | 6      | 13    |

## Elenco atual
Atletas convocados para integrar a seleção mexicana no Campeonato Mundial de 2022.

Técnico:  Jorge Azair López
| Camisa | Nome                     | Posição    | Altura (m) | Peso (kg) | Clube atual            |
| ------ | ------------------------ | ---------- | ---------- | --------- | ---------------------- |
| 1      | José Mendoza Perdomo     | Líbero     | 1,70       | 71        | —                      |
| 3      | Hiram Bravo Moreno       | Líbero     | 1,73       | 75        | Tigres UANL            |
| 4      | Raynel Ferrán Romero     | Ponteiro   | 1,90       | 95        | —                      |
| 6      | Josué López Rios         | Ponteiro   | 2,00       | 83        | —                      |
| 7      | Diego González Castañeda | Oposto     | 2,02       | 85        | Tigres UANL            |
| 8      | Edgar Mendoza Burgueño   | Levantador | 1,97       | 94        | Nayarit Voleibol       |
| 9      | Axel Tellez Rodriguez    | Central    | 2,03       | 99        | Pamesa Voleibol Teruel |
| 12     | Mauro Fuentes Rascón     | Ponteiro   | 1,91       | 83        | Barça Voleibol         |
| 14     | Jonathan Martínez García | Central    | 1,97       | 100       | UACH                   |
| 15     | Christian Aranda         | Levantador | 1,90       | 65        | —                      |
| 16     | Miguel Chávez Pasos      | Central    | 2,02       | 73        | Universidad de Sonora  |
| 18     | Yasutaka Sanay Heredia   | Ponteiro   | 1,86       | 85        | Baja California        |
| 20     | Luis Hernández Baca      | Oposto     | 2,00       | 92        | Tapatíos de Jalisco    |
| 21     | Brandon López Ríos       | Central    | 1,97       | 80        | —                      |